# Мамонино
Мамонино — село в Высокогорском районе Татарстана. Входит в состав Берёзкинского сельского поселения.

## География
Находится в северо-западной части Татарстана на расстоянии приблизительно 13 км на север-северо-запад по прямой от районного центра поселка Высокая Гора у речки Сула.

## История
Известно с времен Казанского ханства как Аяз, с 1550-х годов русское селение. В Писцовой книге 1647-1656 годов упоминается Иван Васильевич Мамонин, владелец села Вознесенского, Аяз и деревни Каимары . В 1784 году была построена Вознесенская церковь.

## Достопримечательности
Вознесенская церковь.

## Население
Постоянных жителей было: в 1646 году — 65, в 1782 году — 171 душа мужского пола, в 1859—400, в 1897—554, в 1908—518, в 1920—647, в 1926—750, в 1938—682, в 1949—450, в 1958—401, в 1970—272, в 1989—195, 194 в 2002 году (русские 45 %, татары 50 %), 19 в 2010.